# ساوت پلینز (تگزاس)
ساوت پلینز (به انگلیسی: South Plains) یک منطقهٔ مسکونی در ایالات متحده آمریکا است که در شهرستان فلوید، تگزاس واقع شده‌است. ساوت پلینز ۹۷۹٫۹۴ متر بالاتر از سطح دریا واقع شده‌است.